# كوتينيو (لاعب كرة قدم مواليد 1943)
كوتينيو (بالبرتغالية: Coutinho‏) ولد في 11 يونيو 1943 في بيراسيكابا في البرازيل وتوفي في 11 مارس 2019 في سانتوس، ساو باولو في البرازيل. هو لاعب كرة قدم. لعب مع منتخب البرازيل لكرة القدم. سبق له أن لعب في كأس العالم لكرة القدم مع منتخب بلاده.

## روابط خارجية
- كوتينيو على موقع الاتحاد الدولي (مؤرشف)  (الإنجليزية)
- كوتينيو على موقع الاتحاد الأوربي (الإنجليزية)
- كوتينيو على موقع قاعدة بيانات كرة القدم.إي يو (الإنجليزية)
- كوتينيو على موقع ليكيب (الفرنسية)
- كوتينيو على موقع ناشيونال فوتبول تيمز (الإنجليزية)
- كوتينيو على موقع عالم كرة القدم.نت (الإنجليزية)